# Louchy-Montfand

Louchy-Montfand este o comună în departamentul Allier din centrul Franței. În 1 ianuarie 2022 avea o populație de 406 de locuitori.